# La Pastora (Trinidad y Tobago)
La Pastora es una localidad de Trinidad y Tobago, que forma parte de la región de San Juan-Laventille.

## Geografía
La localidad abarca parte de la isla Trinidad y limita al norte con Maracas, al sur con Sam Boucaud, Cantaro Village, Santa Cruz y La Canoa, al este con Maracas-St. Joseph (localidad perteneciente a la región de Tunapuna-Piarco) y al oeste con Soconusco.

## Demografía
Datos demográficos de la localidad de La Pastora:
| Gráfica de evolución demográfica de La Pastora entre 2000 y 2011 |
|                                                                  |